# アレクセイ・オレイニク (格闘家)
アレクセイ・オレイニク（ウクライナ語: Олексі́й Олі́йник, 英語: Aleksei Oleinik, 1977年6月25日 - ）は、ウクライナの男性総合格闘家。ハルキウ出身。アメリカ合衆国フロリダ州パークランド在住。

## 来歴
ソビエト社会主義共和国連邦ウクライナ・ソビエト社会主義共和国（のちのウクライナ）ハルキウで生まれた。
幼少期から様々な格闘技に取り組み18歳までに柔道、ボクシング、サンボ、忍術、近接格闘術、テコンドー、柔術を習った。
1996年に総合格闘技を始め1997年にプロデビュー。
2010年、Bellatorヘビー級トーナメントに参戦するも準決勝でニール・グローブにTKO負け。
2010年10月、世界コンバットサンボ連盟主催の世界コンバットサンボ選手権90 kg超級で優勝を果たした。
2013年11月9日、ロシアで行われたLEGEND.2でエメリヤーエンコ・アレキサンダーの代役としてミルコ・クロコップと対戦。1R袈裟固めの体勢からのヘッドロックで一本勝ち。

### UFC
2014年6月28日、UFC初参戦となったUFC Fight Night: Swanson vs. Stephensでアンソニー・ハミルトンと対戦し、袈裟固めで一本勝ち。
2014年11月22日、UFC Fight Night: Edgar vs. Swansonでジャレッド・ロシュルトと対戦。序盤は劣勢だったものの左フックで逆転KO勝ち。パフォーマンス・オブ・ザ・ナイトを受賞した。
2014年12月30日、37歳でロシア国籍を取得した。
2016年12月、アメリカ合衆国フロリダ州に移住。
2017年1月15日、UFC Fight Night: Rodriguez vs. Pennでヴィクトル・ペスタと対戦し、マウントポジションを奪われるも下からの変形のエゼキエルチョーク（裸絞の一種ノーギ・エゼキエル・チョーク）で一本勝ち。スティーブン・マロッコによるとUFC史上初のエゼキエルチョークでの勝利となった。パフォーマンス・オブ・ザ・ナイトを受賞した。一方、実際にはUFC 7でレムコ・パドゥールがライアン・パーカーにエゼキエルチョーク（袖車絞）で勝利している。
2017年7月8日、UFC 213: Romero vs. Whittakerでヘビー級ランキング9位のトラヴィス・ブラウンと対戦し、ネッククランクで一本勝ち。
2017年11月4日、UFC 217でヘビー級ランキング12位のカーティス・ブレイズと対戦。ブレイズが4点ポジションで誤って顔面に蹴りを放ち、そのままドクターストップでTKO負け。
2018年5月12日 、UFC 224でヘビー級ランキング14位のジュニオール・アルビニと対戦し、エゼキエルチョークを極めて一本勝ち。パフォーマンス・オブ・ザ・ナイトを受賞した。
2018年9月15日、UFC Fight Night: Hunt vs. Oliynykでヘビー級ランキング8位のマーク・ハントと対戦し、リアネイキドチョークで一本勝ち。パフォーマンス・オブ・ザ・ナイトを受賞した。
2019年4月20日、UFC Fight Night: Overeem vs. Oleinikでヘビー級ランキング7位のアリスター・オーフレイムと対戦し、TKO負け。
2019年7月20日、UFC on ESPN: dos Anjos vs. Edwardsでヘビー級ランキング14位のウォルト・ハリスと対戦し、TKO負け。
2020年1月18日、UFC 246でモーリス・グリーンと対戦し、腕ひしぎ十字固めで一本勝ち。パフォーマンス・オブ・ザ・ナイトを受賞した。
2020年5月9日、UFC 249で元王者ファブリシオ・ヴェウドゥムと対戦し、2-1の判定勝ち。
2020年8月8日、UFC Fight Night: Lewis vs. Oleinikでヘビー級ランキング4位のデリック・ルイスと対戦し、TKO負け。
2022年10月10日、UFCとの契約満了を迎え、UFCから離脱した。

## 戦績
| 総合格闘技 戦績 | 総合格闘技 戦績 | 総合格闘技 戦績 | 総合格闘技 戦績 | 総合格闘技 戦績 | 総合格闘技 戦績 | 総合格闘技 戦績 |
| --------------- | --------------- | --------------- | --------------- | --------------- | --------------- | --------------- |
| 78 試合         | (T)KO           | 一本            | 判定            | その他          | 引き分け        | 無効試合        |
| 60 勝           | 8               | 47              | 5               | 0               | 0               | 1               |
| 17 敗           | 9               | 2               | 6               | 0               | 0               | 1               |

## 獲得タイトル
- 世界コンバットサンボ選手権 90 kg超級 優勝（2005年）
- KSW 8ヘビー級トーナメント優勝（2007年）
- 世界コンバットサンボ選手権 90 kg超級 優勝（2010年）
- グラップラーズ・クエスト スーパーウェイトトーナメント 優勝（2011年）

## 表彰
- 古流柔術 黒帯四段
- コンバットサンボ スポーツマスター
- UFC パフォーマンス・オブ・ザ・ナイト（6回）